# Жарагуа-ду-Сул
Жарагуа-ду-Сул (порт. Jaraguá do Sul) — муниципалитет в Бразилии, входит в штат Санта-Катарина. Составная часть мезорегиона Север штата Санта-Катарина. Входит в экономико-статистический микрорегион Жоинвилли. Население составляет 129 973 человека на 2007 год. Занимает площадь 532,59 км². Плотность населения — 244,04 чел./км².
В Жарагуа-ду-Сул ежегодно проходит  музыкальный фестиваль FEMUSC, организуемый Алексом Кляйном [[[:en:Alex Klein]]]. Фестиваль проходит в январе. В ходе фестиваля проводятся вокальные и инструментальные концерты, оперные постановки, мастер-классы музыкантов со всего мира.

## История
Город основан 25 июля 1876 года. В городе выступает один из лучших бразильских мини-футбольных клубов «Малви/Жарагуа».

## Статистика
- Валовой внутренний продукт на 2005 год составляет 3 485 670 000 реалов (данные: Бразильский институт географии и статистики).
- Валовой внутренний продукт на душу населения на 2005 составляет 27 181 реалов (данные: Бразильский институт географии и статистики).
- Индекс развития человеческого потенциала на 2000 составляет 0,850 (данные: Программа развития ООН).

## География
Климат местности: субтропический. В соответствии с классификацией Кёппена, климат относится к категории Cfa.

## Экономика
В городе располагаются штаб-квартира и заводы корпорации WEG Equipamentos Electricos S.A.

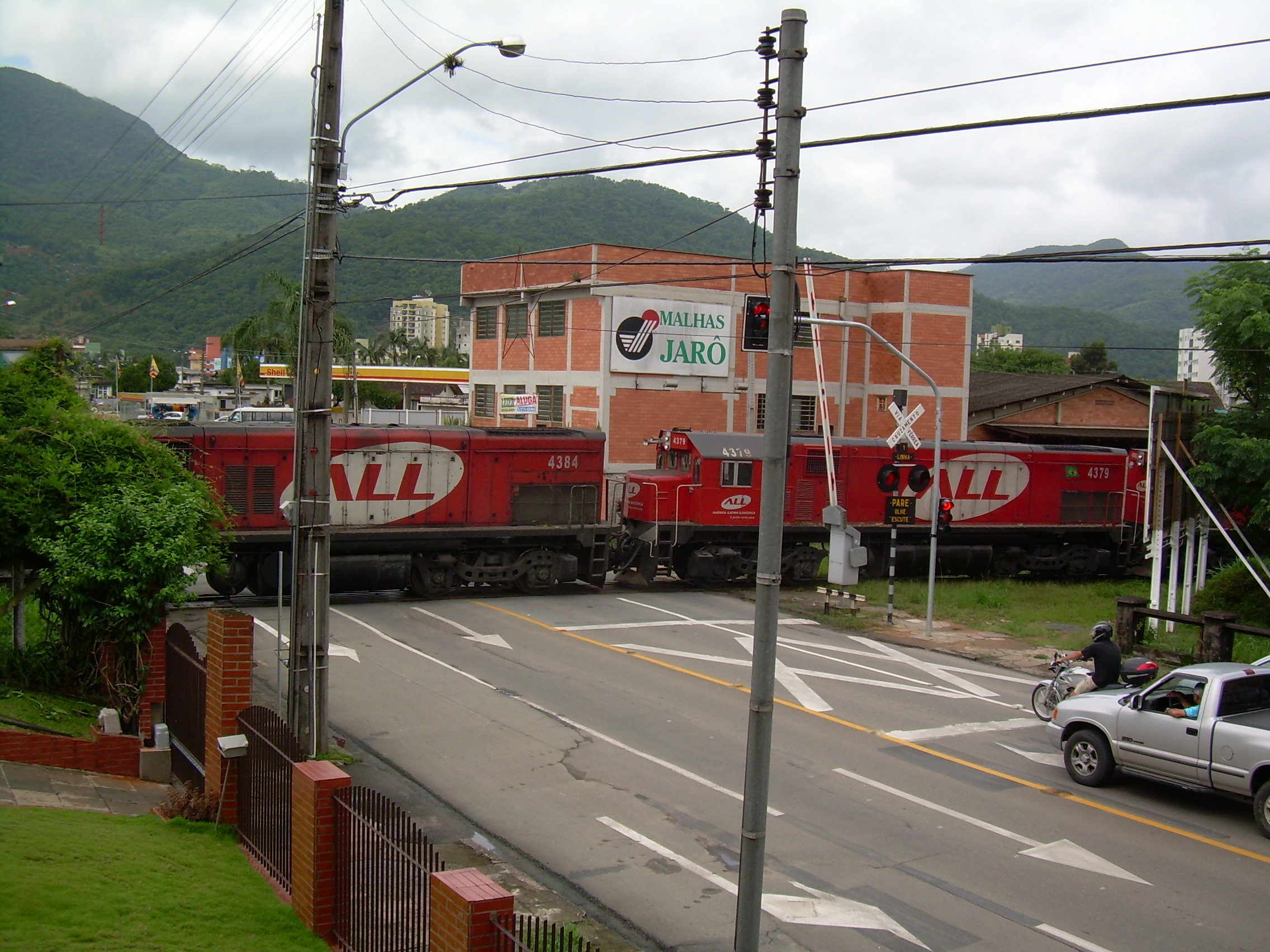

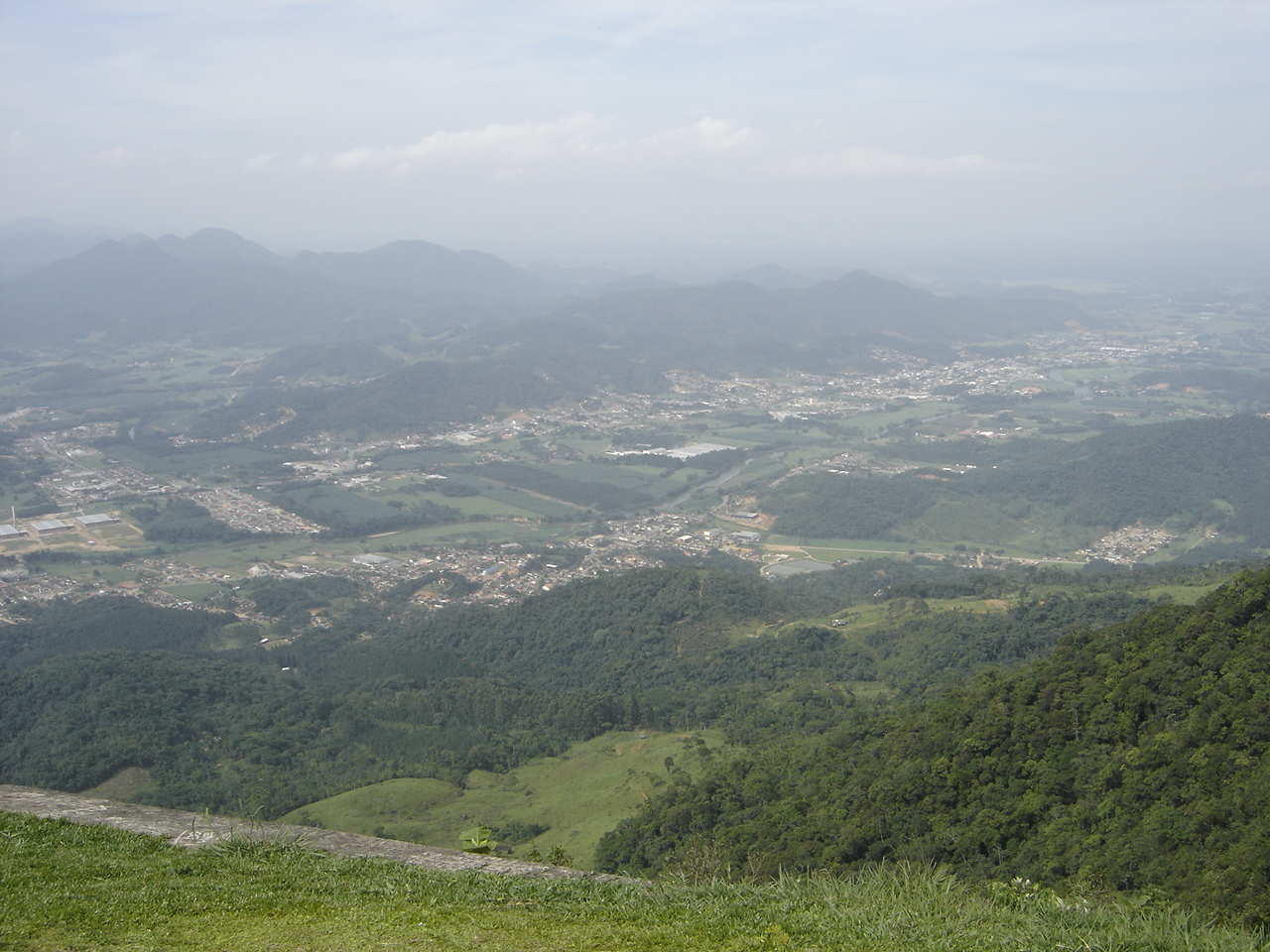

WEG — крупнейший на американском континенте и один из крупнейших в мире производитель электродвигателей. У корпорации девять заводов в Бразилии и более десяти заводов в других странах мира. Но заводской комплекс в Жарагуа-ду-Сул — самое большое предприятие не только корпорации WEG, но и крупнейшее предприятие по производству электродвигателей в мире.